# I'm Not Jesus
"I'm Not Jesus" dvanaesti je singl sastava Apocalyptica s gostom Coreyem Taylorom. Singl je izdan 31. kolovoza 2007.

## Popis pjesama
1. "I'm Not Jesus" - 3:35
2. "Worlds Collide" - 4:29
3. "S.O.S. (Anything But Love) [Instrumental]" - 4:18
4. "Burn" - 4:17
5. "I'm Not Jesus Video"